# An Introduction to Ellie Goulding
An Introduction to Ellie Goulding – debiutancki minialbum angielskiej wokalistki Ellie Goulding, wydany wyłącznie za pośrednictwem iTunes oraz Zune 20 grudnia 2009. Płyta ukazała się niedługo po tym, jak Ellie została nominowana do nagrody  BBC Sound of 2010, którą ostatecznie wygrała.

## Lista utworów
| #            | Tytuł                                       | Autorzy                                     | Długość    |            |
| UK version   | UK version                                  | UK version                                  | UK version | UK version |
| ------------ | ------------------------------------------- | ------------------------------------------- | ---------- | ---------- |
| 1.           | "Under the Sheets"                          | Ellie Goulding, Starsmith                   | 3:47       |            |
| 2.           | "Wish I Stayed"                             | Ellie Goulding                              | 4:02       |            |
| 3.           | "Wish I Stayed" (Acoustic Version – video)  | Ellie Goulding                              | 3:57       |            |
| 4.           | "Roscoe" (Acoustic Version – video)         | Tim Smith                                   | 3:27       |            |
| 5.           | "An Introduction to Ellie Goulding" (video) |                                             | 2:34       |            |
| U.S. version |                                             |                                             |            |            |
| 1.           | "Starry Eyed"                               | Ellie Goulding, Jonny Lattimer              | 2:56       |            |
| 2.           | "Guns and Horses"                           | Ellie Goulding, John Fortis                 | 3:34       |            |
| 3.           | "The Writer" (Live Acoustic Version)        | Ellie Goulding, Lattimer                    | 4:12       |            |
| 4.           | "Lights"                                    | Ellie Goulding, Richard Stannard, Ash Howes | 4:02       |            |